# Constance Binney
Constance Binney (28 de junio de 1896 – 15 de noviembre de 1989) fue una bailarina y actriz teatral y cinematográfica de nacionalidad estadounidense, activa en la época del cine mudo.

## Biografía
Nacida en la ciudad de Nueva York, Constance Binney cursó estudios en la Westover School, un internado privado de educación secundaria para chicas en Middlebury, Connecticut, y en París, Francia. Debutó como actriz teatral en el circuito de Broadway en 1917, y al siguiente año actuó junto a su hermana, Faire Binney (1898–1957), en el film de Maurice Tourneur The Sporting Life. En 1919 actuó en la película de John Barrymore Test of Honor.
Aunque Constance Binney dejó el cine en 1923, su contribución a la industria fue reconocida concediéndole una estrella en el Paseo de la Fama de Hollywood, en el 6301 de Hollywood Boulevard. Desafortunadamente, la mayoría de sus películas se consideran perdidas, conservándose únicamente dos de manera total, Erstwhile Susan y The Case of Becky.
Binney se casó con Charles Edward Cotting, Jr, un inversor bancario, en Boston en 1926. La pareja se divorció en 1932.
La última actuación de Constance Binney en Broadway tuvo lugar en 1924. Posteriormente actuó en los teatros londinenses y, en 1941, durante la Segunda Guerra Mundial, se casó con el héroe de guerra británico Leonard Cheshire, que era veintiún años menor que ella. No tuvieron hijos y se divorciaron en 1951.
Constance Binney falleció en 1989 en Nueva York, a los 93 años de edad.

## Teatro
- 1917 : Saturday to Monday, de William J. Hurlbut
- 1918 : Oh, Lady! Lady!, de Guy Bolton, P. G. Wodehouse y Jerome Kern
- 1919 : 39 East, de Rachel Crothers
- 1924 : Sweet Little Devil, George Gershwin, Frank Mandel, Laurence Schwab y Buddy DeSylva

## Filmografía
- 1918 : Sporting Life, de Maurice Tourneur
- 1919 : Erstwhile Susan, de John S. Robertson
- 1919 : Tom's Little Star, de George Terwilliger
- 1919 : The Test of Honor, de John S. Robertson
- 1920 : Something Different, de Roy William Neill
- 1920 : 39 East, de John S. Robertson
- 1920 : The Stolen Kiss, de Kenneth S. Webb
- 1921 : First Love, de Maurice Campbell
- 1921 : The Case of Becky, de Chester M. Franklin
- 1921 : Room and Board, de Alan Crosland
- 1921 : Such a Little Queen, de George Fawcett
- 1921 : The Magic Cup, de John S. Robertson
- 1922 : A Bill of Divorcement, de Denison Clift
- 1922 : Sleepwalker, de Edward LeSaint
- 1922 : Midnight, de Maurice Campbell
- 1923 : Three O'Clock in the Morning, de Kenneth S. Webb